# Hrabstwo Wapello
Hrabstwo Wapello – hrabstwo w Stanach Zjednoczonych w stanie Iowa.

## Miasta
- Agency
- Blakesburg
- Chillicothe
- Eddyville
- Eldon
- Kirkville
- Ottumwa

## Sąsiednie hrabstwa
- Hrabstwo Mahaska
- Hrabstwo Keokuk
- Hrabstwo Jefferson
- Hrabstwo Davis
- Hrabstwo Monroe